# Stary Szwarocin
Stary Szwarocin [ˈstarɨ ʂfaˈrɔt͡ɕin] est un village polonais de la gmina de Rybno dans le powiat de Sochaczew et dans la voïvodie de Mazovie.
Il se situe à environ 2 kilomètres au sud de Rybno, à 10 kilomètres à l'ouest de Sochaczew et à 61 kilomètres à l'ouest de Varsovie.